# Amza Scorțan
Amza Scorțan a fost un haiduc din zona Doljului, a luptat mai bine de 30 de ani împotriva tuturor: boieri, austrieci, fanarioți și turci. A fost ucis de poteră în mlaștina de la Vadul Corbului, unde se ascunsese cu oamenii lui, dar au fost vânduți de un localnic care îi zărise când se îndreptau spre păpuriș. Potera a dat foc păpurișului și stufului și când Amza a încercat să fugă împreună cu oamenii lui, potera i-a împușcat pe toți, apoi au fost puși în furci la porunca boierului Stanciu.